# 굿라이프크루의 음반
이 문서는 굿라이프크루에서 발매한 음반 목록이다.

## 2010년대
- 2016년 9월 23일 슈퍼비 - The Life Is 82 (0.5)[1]
- 2016년 11월 5일 슈퍼비 - [Digital Single] 닐릴리 만보 (On My Way)
- 2016년 12월 14일 슈퍼비 - The Life Is 82:Maseratape
- 2016년 12월 14일 주노플로 - [Digital Single] Deja Vu
- 2017년 2월 9일 슈퍼비 - [Digital Single] Pattern
- 2017년 2월 14일 면도 - RGB pt.(255,0,0)
- 2017년 2월 26일 면도 - RGB pt.(0,255,0)
- 2017년 3월 23일 슈퍼비,면도 - [Digital Single] Look At It
- 2017년 5월 2일 슈퍼비 - How To Be A Happy Boy
- 2017년 7월 1일 슈퍼비 - [Digital Single] 공중도덕 3
- 2017년 8월 5일 주노플로 - 쇼미더머니 6 Episode 1[2]
- 2017년 8월 13일 면도 - RGB pt.(0,0,0)
- 2017년 8월 19일 주노플로 - 쇼미더머니 6 Episode 3[3]
- 2017년 8월 26일 주노플로 - 쇼미더머니 6 Episode 4[4]
- 2017년 8월 26일 슈퍼비,면도 - [Digital Single] Summer In 82
- 2017년 9월 4일 최서현 - GHOOD LIFE
- 2017년 10월 21일 면도 - [Digital Single] Black Mamba
- 2017년 11월 3일 최서현 - [Digital Single] NOTICE ME
- 2017년 12월 30일 슈퍼비 - Rap Legend
- 2018년 1월 13일 슈퍼비 - Original Gimchi
- 2018년 1월 31일 로스 - Flame Boy
- 2018년 2월 12일 최서현 - [Digital Single] 4 DA MONEY IM A SAVAGE
- 2018년 4월 9일 슈퍼비,면도 - [Digital Single] 아우토반[5]
- 2018년 4월 10일 로스 - [Digital Single] TRAP
- 2018년 4월 17일 면도 - [Digital Single] Rockstar With No Guitar
- 2018년 5월 17일 로스 - [Digital Single] HOT BOY$
- 2018년 6월 1일 슈퍼비, twlv - [Digital Single] 여자들은 강아지를 좋아해
- 2018년 6월 8일 슈퍼비,면도 - [Digital Single] Life Is Premium
- 2018년 6월 15일 면도 - [Digital Single] 불
- 2018년 6월 15일 슈퍼비,twlv - 벼락부자애들 I
- 2018년 6월 28일 슈퍼비,면도 - [Digital Single] Life Is Premium (SK브로드밴드 광고) #2 (Feat. 이날)
- 2018년 6월 29일 슈퍼비,twlv - 벼락부자애들 II
- 2018년 8월 5일 twlv - [Digital Single] Contents 1/2
- 2018년 8월 31일 면도 - [Digital Single] 金국진
- 2018년 9월 15일 면도,최서현 - 보이스 2 OST Part.4[6]
- 2018년 9월 28일 면도 - [Digital Single] Emo Hip ho;P
- 2018년 10월 6일 슈퍼비 - 쇼미더머니 777 Episode 1[7]
- 2018년 10월 27일 슈퍼비 - 쇼미더머니 777 Episode 4[8]
- 2018년 10월 31일 면도 - [Digital Single] Ondegande
- 2018년 11월 3일 슈퍼비 - 쇼미더머니 777 Semi Final[9]
- 2018년 11월 8일 최서현 - 죽어도 좋아 OST Part.1[10]
- 2018년 12월 21일 슈퍼비 - [Digital Single] Maserati & Porsche[11]
- 2018년 12월 29일 최서현 - [Digital Single] 2018
- 2018년 12월 30일 면도 - [Digital Single] Drunk Dial